# Tòa án thượng tố

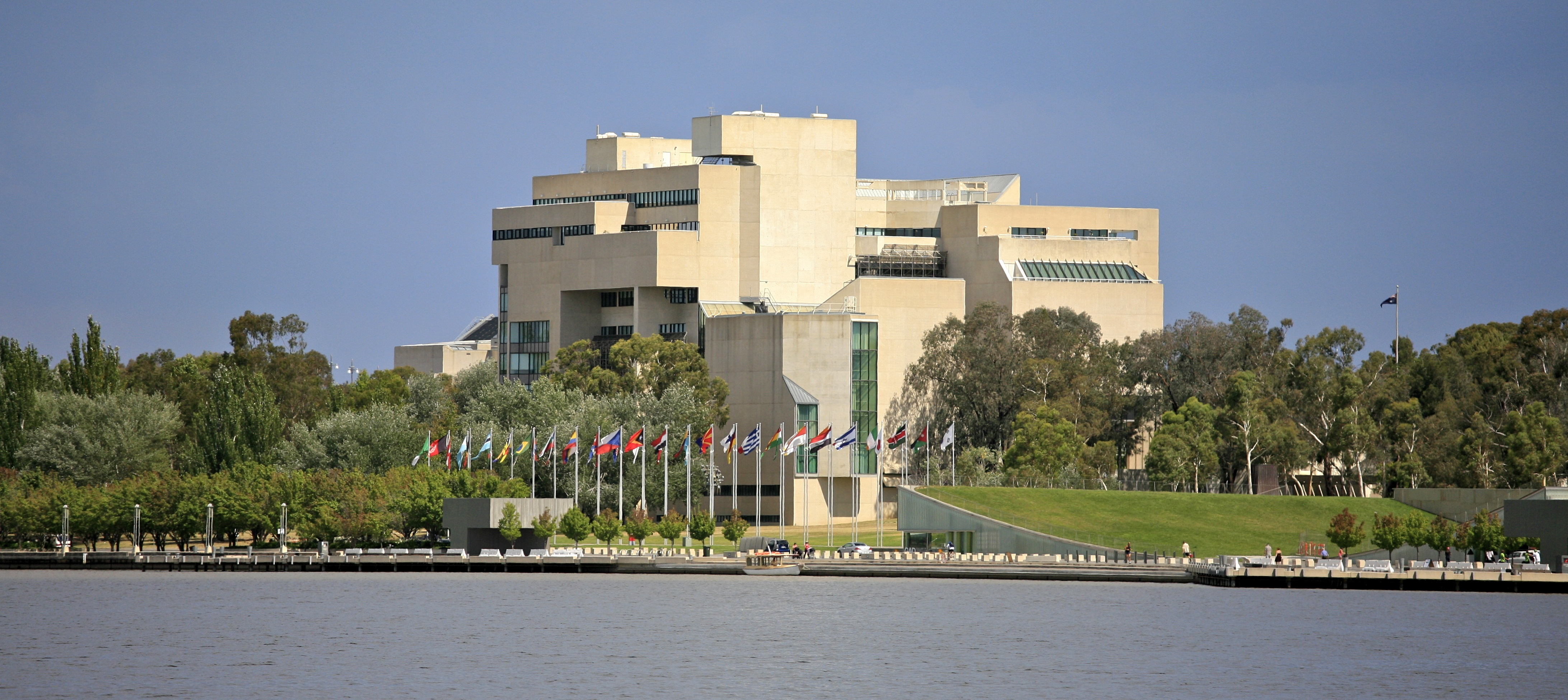
Toà án tối cao Liên bang Úc là toà án phúc thẩm cao nhất ở Úc.

Tòa án phúc thẩm là tòa án có thẩm quyền xét xử phúc thẩm một vụ án sau khi có đơn kháng cáo bản án, quyết định của tòa án sơ thẩm. Tòa án tối cao là tòa án phúc thẩm cao nhất của một hệ thống tòa án.

## Phương thức thượng tố
Phương thức thượng tố là chỉ phương thức đưa đơn kiện ra, thưa lên toà án lên cấp trên. Nếu người đương sự không chịu theo phán quyết hoặc tuyên án nhất thẩm của toà án các cấp, thì có quyền dùng đơn tố cáo hoặc hình thức khác mà pháp luật cho phép đưa ra, thưa kiện lên toà án cấp trên thông qua toà án nguyên thẩm hoặc trực tiếp thưa lên toà án trên một cấp, đồng thời đưa ra, cung cấp bản sao của đơn tố cáo lên cấp trên chiếu theo số người đương sự phía đối lập. Toà án nguyên thẩm cần phải đem hồ sơ vụ án và chứng cứ đưa chuyển lên toà án trên một cấp ở trong thời hạn theo luật quy định, và lại đem bản sao của đơn tố cáo lên cấp trên trao cho người đương sự phía đối lập, nếu hồ sơ vụ án thưa lên cấp trên là hình sự, lại còn cần phải đem bản sao của đơn tố cáo lên cấp trên trao cho viện kiểm sát cùng cấp. Trước khi đơn kiện chuyển giao lên toà án thượng tố, luật tố tụng hình sự của một ít nước như Nhật Bản, Đức, Liên Xô cũ, v.v quy định, cần phải do toà án nguyên thẩm tiến hành thẩm tra trước, đơn kiện lên cấp trên có hay không có vượt quá thời hạn luật quy định, người tố cáo lên cấp trên có hay không có quyền thượng tố. Nếu đơn kiện lên cấp trên không phù hợp điều kiện luật quy định, toà án nguyên thẩm có thể tuyên án không thụ lí. Có nước như Vương quốc Liên hợp Anh và Bắc Ireland, đối với đơn kiện lên cấp trên không chịu theo phán quyết của toà án hình sự, trước tiên cần phải qua toà án thượng tố phê chuẩn, hoặc lấy được giấy chứng minh của quan toà thẩm phán thì mới có thể đề xuất thượng tố.

## Thứ tự thượng tố
Thượng tố cần phải nói rõ hai phương diện ý nghĩa: một là không chịu theo phán quyết hoặc tuyên án sơ thẩm; hai là thỉnh cầu toà án nhân dân trên một cấp trao quyền cho sửa chữa sai lầm (tức cải chính) phán quyết hoặc tuyên án sơ thẩm.
Người đương sự đã có thể thưa kiện lên toàn cấp trên thông qua toà án nguyên thẩm, lại còn có thể trực tiếp thưa kiện lên toà án trên một cấp. Nếu thông qua toà án nguyên thẩm để thượng tố, thì toà án nguyên thẩm cần phải đem đơn kiện lên cấp trên ngay cả hồ sơ vụ án và chứng cứ đưa chuyển lên toà án trên một cấp trong 3 ngày, đồng thời đem bản sao của đơn kiện đưa chuyển cho viện kiểm sát cùng cấp và người đương sự phía đối lập. Nếu người đương sự trực tiếp thưa kiện lên toà án nhị thẩm, thì toà án nhị thẩm cần phải đem đơn kiện đưa chuyển cho toà án nguyên thẩm trong 3 ngày. Sau khi toà án nguyên thẩm cần phải nhận được đơn kiện lên cấp trên, đem bản sao của đơn kiện đưa chuyển cho viện kiểm sát cùng cấp và người đương sự phía đối lập, và lại đem tất cả tài liệu như hồ sơ vụ án, chứng cứ của toà án nguyên thẩm đưa chuyển lên toà án nhị thẩm để xét hỏi và xử lí.

## Quyền thượng tố
Quyền thượng tố là một trong những quyền lợi tố tụng của người đương sự, tức là lúc người đương sự không chịu theo phán quyết và tuyên án của toà án nhất thẩm, người đương sự có quyền yêu cầu toà án trên một cấp xét hỏi và xử lí lại. Quyền thượng tố là một hạng mục quyền lợi trọng yếu của người đương sự tố tụng, toà án nhân dân các cấp cần phải đảm bảo thực thi và sử dụng bình thường quyền thượng tố dựa theo luật quy định, không thể mượn bất luận lí do nào để can thiệp, gây nhiễu hoặc tước đoạt. Quyền thượng tố do người đương sự thực thi và sử dụng có hạn chế thời gian, trừ có lí do chính đáng ra, không được vượt qua thời hạn thượng tố. Người đương sự cần phải nghiêm khắc tuân thủ quy định pháp luật có liên quan đến quyền thượng tố, thực thi và sử dụng chính xác quyền thượng tố để giữ gìn bảo vệ quyền và lợi ích hợp pháp của bản thân trong hoạt động tố tụng. Điều kiện pháp luật của quyền thượng tố:
1. Cần phải có người thượng tố và người bị thượng tố đúng tiêu chuẩn đã quy định.
2. Cần phải là phán quyết hoặc tuyên án được phép thượng tố chiếu theo pháp luật.
3. Phù hợp thời hạn thượng tố theo luật quy định.

Trong các hồ sơ vụ án tự tố, người bị hại coi là người tự tố có quyền đề xuất thượng tố đối với phán quyết nhất thẩm của toà án nguyên thẩm. Phổ thông mà nói, hồ sơ vụ án tự tố bao gồm 3 loại là: hồ sơ vụ án có đơn tố cáo thì mới xử lí; hồ sơ vụ án hình sự nhẹ, không lớn trong đó người bị hại có chứng cứ để chứng minh; hồ sơ vụ án trong đó người bị hại có chứng cứ chứng minh về hành vi người bị hại xâm phạm quyền lợi nhân thân hoặc tài sản của bản thân cần phải truy cứu trách nhiệm hình sự chiếu theo pháp luật, nhưng mà cơ quan công an hoặc viện kiểm sát không truy cứu trách nhiệm hình sự. Loại hồ sơ vụ án tự tố này cần phải đồng thời có đủ 3 điều kiện sau: người bị cáo đã thực hiện hành vi phạm tội, cần phải truy cứu trách nhiệm hình sự chiếu theo pháp luật; người bị hại có chứng cứ chứng minh; cơ quan công an hoặc viện kiểm sát không cho truy cứu, cũng chính là cơ quan công an hoặc viện kiểm sát không lập hồ sơ để điều tra, dò xét đối với việc báo cáo vụ án xảy ra, đưa ra tố cáo người phạm tội, vạch ra hành vi trái phép phạm tội, hoặc là triệt tiêu vụ án, hoặc là không khởi tố.

## Nước thiết lập và bố trí toà án thượng tố

### Hoa Kỳ
Toà án Thượng tố Liên bang Hoa Kỳ (United States courts of appeals), hoặc gọi Toà án Thượng tố Khu vực, là toà án thượng tố trung cấp trong hệ thống tư pháp liên bang Hoa Kỳ. Toà án Thượng tố Liên bang chủ yếu tuyên án đến từ đơn kiện lên cấp trên đối với phán quyết của toà án địa phương ở trong khu vực có quyền xét xử tư pháp của liên bang. Toà án Thượng tố Liên bang thông thường coi là một trong những toà án có sức ảnh hưởng nhất trong hệ thống tư pháp Hoa Kỳ. Vì nó có quyền lực và chức trách thành lập án lệ và xét xử, tiếp nhận đơn kháng án từ các toà án địa phương, cho nên toà án thượng tố có ảnh hưởng cực kì to lớn đối với tư pháp Hoa Kỳ.

### Vanuatu
Vanuatu có xếp đặt toà án thượng tố, toà án tối cao và toà án địa phương phụ trách sự vụ truyền thống.